# 327
| [ Edytuj tabelę ] |                             |
| Król Aksum        | - 320 Ezana 360             |
| Król Armenii      | - 287 Tiridates III 330     |
| Władca Guptów     | - 320 Ćandragupta I 330     |
| Władca Korei      | - 300 Mich’ŏn 331           |
| Papież            | - 314 Sylwester I 335       |
| Król Persji       | - 309 Szapur II 379         |
| Cesarz Rzymu      | - 306 Konstantyn Wielki 337 |

Rok 327 / CCCXXVII
stulecia: III wiek ~
IV wiek ~
V wiek

lata: 317 «
322 «
323 «
324 «
325 «
326 «
327
» 328
» 329
» 330
» 331
» 332
» 337

## Urodzili się
- Gaudenty z Novary - pierwszy biskup Novary, święty Kościoła katolickiego.